# Cesare Uva
Cesare Uva (Avellino, 11 novembre 1824 – Napoli, 16 febbraio 1886) è stato un pittore italiano.

## Biografia
Cesare Uva nacque ad Avellino l'undici novembre del 1824 da Luicia D'Argenio e da Mariano un pittore e decoratore d'interni.
Fu avviato all'arte dal padre Mariano, che lo spronò. 
All'età di circa ventisei anni si trasferì a Napoli ove frequentò, il Regio Istituto di Belle Arti, seguendo le lezioni di Gabriele Smargiassi.
Dopo gli studi nella città partenopea aprì una bottega d'arte ad Avellino, ove diede lezioni private a Giovanni Battista. 
Successivamente si trasferì ad Napoli ove si sposò con Antonietta Andreani, ma non ebbe figli.
Nel 1877 restaurò il Teatro comunale di Avellino.
A Napoli nel 1879 aprì una bottega d'arte con il pittore avellinese Giovanni Battista in via Riviera di Chiaia .
Morì a Napoli, sua città adottiva, il 16 febbraio 1886.

## Attività
Solitamente utilizzò il guazzo napoletano e la tempera nella realizzazione di opere su carta e cartoncino. Molto più raramente adoperò la tecnica dell'olio su tela.
Fu un pittore naturalista, celebri sono i suoi paesaggi meridionali e campestri, curiose le sue marine campane, interessanti le sue vedute di città (fra queste si ricordano le vedute di Avellino, di Napoli e di Pompei).
Cesare Uva è comunque un pittore minore della pittura napoletana del diciannovesimo secolo. Nella storia dell'arte dell'Irpinia dell'800, con Achille Carrillo, Giovanni Battista, Angelo Volpe e Vincenzo Volpe, è l'artista di maggiore rilevanza.

## Opere
Le sue opere si trovano principalmente in collezioni private, italiane e inglesi, oltre che: presso  la Chiesa di Santa Maria del Carmine (XV - XVII secolo) di Montefredane (AV).

## Opere nei musei ed istituzioni
- Museo civico di Avellino con le tempere: Iuta a Montevergine (1885) e La tempesta.
- Museo d'arte di Avellino con le tempere:  La Penisola Sorrentina (1860), Ritorno dalla festa di Montevergine al tramonto (1883), Concerto su gondola al tramonto a Venezia (1885) realizzata con il suo discepolo Giovanni Battista; e con l'olio su tela Paesaggio sorrentino (1880).
- Reggia borbonica di Caserta Appartamento Ottocentesco con l'olio su tela: Le delizie di Baviera (1858).
- Collezione d'arte dell'Archivio dei pittori irpini del Diciannovesimo secolo [Archivio Cesare Uva] di Avellino con le tempere: Veduta di Napoli (1850), Dalla Collina di Posillipo (1857) e Sorrento (1859).

### Monografie
- Massaro Andrea, Cesare Uva. Pittore avellinese, Avellino, Comune di Avellino, 1986,  p. 82, SBN SBL0412494.
- Orga Stefano, L'Ottocento di Cesare Uva. Mostra, Avellino, Amici del MdAO, 2016,  p. 4, SBN NAP0886307.

### Articoli
- Giuseppe Aurelio Lauria, Un buffalo dipinto di Cesare Uva, in Poliorama Pittoresco, Napoli, 1879.
- Giuseppe Pulzone, Salve, o Cesare Uva!, in Gazzetta di Avellino, 6 marzo 1886, p. 3.